# NGC 334
NGC 334 is een balkspiraalstelsel in het sterrenbeeld Beeldhouwer. Het hemelobject ligt ongeveer 338 miljoen lichtjaar van de Aarde verwijderd en werd op 25 september 1834 ontdekt door de Britse astronoom John Herschel.

## Synoniemen
- PGC 3514
- ESO 351-26
- MCG -6-3-12
- IRAS00564-3523